# 阿富馬齊鄉 (伊爾福夫縣)
44°31′30″N 26°15′8″E / 44.52500°N 26.25222°E
阿富馬齊鄉（羅馬尼亞語：Afumați, Ilfov），是羅馬尼亞的鄉份，位於該國南部，由伊爾福夫縣負責管轄，面積63平方公里，海拔高度79米，2007年人口6,448，人口密度每平方公里102人。